# Claude Chamboisier
Claude Chamboisier (pseudonim Framboisier) (ur. 10 czerwca 1950 w Algierze, zm. 4 stycznia 2015) – francuski muzyk, aktor i producent muzyczny.

## Życiorys
W latach 80. i 90. wokalista Les Musclés. Współpracował także z grupą Fleetwood Mac. Zagrał w kilku produkcjach serialowych. W latach 1989–1994 występował w Salut Les Musclés, a 1994-1997 La Croisière foll'amour.
Jako producent muzyczny wydał w 1998 album La Ouache grupy Matmatah i płytę zespołu Touré Kunda.
Zmarł na raka trzustki.